# 天徳 (林恭)
天徳（てんとく）は、清代に林恭が自立し建てた私年号。1853年。

## 西暦・干支との対照表
| 天徳 | 元年    |
| 西暦 | 1853年  |
| 干支 | 癸丑    |
| 清   | 咸豊3年 |